# Aretas (mártir)
Arethas o Aretas (en árabe: الحارث‎, romanizado: al-Ḥārith) fue un árabe cristiano, el líder de la comunidad cristiana de Naŷrán a principios del siglo VI, fue ejecutado durante la persecución de los cristianos por parte del rey judío Yusuf Dhu Nuwas en 523.

## Biografía
Nació con el nombre árabe de Al-Harith bin Ka´b alrededor del año 427 d. C. en Najrán (actualmente Arabia Saudita, cerca de la frontera con Yemen), importante asentamiento cristiano durante los siglos V y VI. Era el gobernador local de la ciudad cristiana de Najrán, al sur de la Península de Arabia. que, por aquel entonces pertenecía al rey cristiano Elesbaan de Aksum.
Murió decapitado como mártir, junto a otros 4.299 cristianos incluidos mujeres y niños, en una brutal masacre perpetrada por judíos al mando del rey Yusuf Dhu Nuwas que tomó la amurallada Najrán tras un asedio durante el año 523 d. C. Hoy en día, todos ellos son conmemorados como santos, entre otras, por la iglesia católica romana (24 de octubre) y las católicas orientales (de rito o tradición griega-eslava, etíope y siria), y por la ortodoxa.
Se le conoce por el Acta S. Arethae (también llamado Martyrium sancti Arethae o Martyrium Arethae) que existe en dos versiones: la primera y más auténtica, que fue encontrada por el historiador y teólogo francés Michel Le Quien (Oriens Christianus, ii. 428) allá por principios del siglo XVIII, y posteriormente fue fechada a más tardar en el siglo VII; la última versión fue revisada por el hagiógrafo bizantino Simeon Metaphrastes, data del siglo X. Las versiones ge'ez y árabe del texto se publicaron en 2006 y la versión griega en 2007.